# ای اند پی
ای اند پی (نام کامل:The Great Atlantic & Pacific Tea Company) یک فروشگاه زنجیره‌ای پرطرفدار است که در سرتاسر آمریکا دارای شعبه است. این مجموعه در سال ۱۸۵۹ در نیویورک افتتاح گردید.